# Дванадесета Врачанска въстаническа оперативна зона
Дванадесета Врачанска въстаническа оперативна зона е териториална и организациона структура на т. нар. Народоосвободителна въстаническа армия (НОВА) по време на комунистическото съпротивително движение в България през Втората световна война (1941-1944).
Дванадесета Врачанска въстаническа оперативна зона на НОВА е създадена през февруари 1944 г. по време на нелегална разширена среща на Врачанското окръжно ръководство на БРП (к). Зоната е разделена на три военнооперативни района: Врачански, Фердинандски и Видински. По указание на Ц.К. на БРП (к) и Главния щаб на НОВА е сформиран щабът на зоната:
- Комендант (командир) на въстаническата зона – Дико Диков
- Политкомисар – Димо Дичев[3]

В зоната действат четири партизански отряда и бойни групи:
- Партизански отряд „Гаврил Генов“
- Партизански отряд „Христо Михайлов“
- Партизански отряд „Стефан Караджа“
- Партизански отряд „Георги Бенковски“[4]